# James Wilby (acteur)
James Jonathon Wilby (Rangoon, 20 februari 1958) is een in Myanmar geboren Brits acteur.

## Biografie
Wilby werd geboren in Rangoon bij Britse ouders. Hij doorliep de middelbare school aan de Sedbergh School in Cumbria, hierna studeerde hij af in wiskunde aan de Universiteit van Durham in Durham. Het acteren leerde hij aan de Royal Academy of Dramatic Art in Londen. Hij is in 1988 getrouwd en heeft hieruit vier kinderen. 
Wilby begon in 1982 met acteren in de film Privileged, waarna hij nog meerdere rollen speelde in films en televisieseries. In 2002 won hij samen met de cast de Critics' Choice Award, Satellite Awards en Screen Actors Guild Award voor zijn rol in de film Gosford Park in de categorie Beste Optreden door een Cast in een Film. In 1987 won hij de prijs voor beste acteur op het Filmfestival van Venetië voor zijn rol in de film Maurice in de categorie Beste Acteur. Wilby heeft ook vele theaterrollen gespeeld.

## Filmografie

### Films
Uitgezonderd korte films.
- 2024 The Ministry of Ungentlemanly Warfare - als Viscount Algernon
- 2024 Vindication Swim - als mr. Havers
- 2022 Mascarade - als Thomas
- 2020 The Duke - als rechter Aarvold
- 2017 The Sense of an Ending - als David Ford
- 2016 ChickLit - als Geoffrey
- 2016 Churchill's Secret - als Brendan Bracken
- 2012 Best Possible Taste: The Kenny Everett Story - als Wilfred De'Ath
- 2011 We Need to Talk About Kieran - als professor Hugh Merrill
- 2009 Shadows in the Sun - als Robert
- 2008 A Risk Worth Taking - als Patrick Trenchard
- 2008 Lady Godiva - als Leofric
- 2008 Comet Impact - als Josh Hayden
- 2007 Clapham Junction - als Julian Rowan
- 2007 The Last Days of the Raj - als Lord Mountbatten
- 2006 Gradiva (C'est Gradiva qui vous appelle) - als John Locke
- 2004 De-Lovely - als Edward Thomas
- 2003 Sparkling Cyanide - als Stephen Farraday
- 2002 George Eliot: A Scandalous Life - als Herbert Spencer
- 2002 Bertie and Elizabeth - als Bertie
- 2001 Gosford Park - als Freddie Nesbitt
- 2001 Jump Tomorrow - als Nathan
- 1999 Cotton Mary - als John Macintosh
- 1999 Tom's Midnight Garden - als oom Alan Kitson
- 1999 An Ideal Husband - als Robert Chiltern
- 1997 Regeneration - als Siegfried Sassoon
- 1997 The Woman in White - als sir Percival Glyde
- 1996 The Treasure Seekers - als Henry Carlisle
- 1996 Witness Against Hitler - als Helmuth James von Moltke
- 1994 La partie d'échecs - als Lord Staunton
- 1992 Immaculate Conception - als Alistair
- 1992 Howards End - als Charles Wilcox
- 1991 Caccia alla vedova - als Milord Runbiff
- 1989 Conspiracy - als Stringer
- 1988 A Summer Story - als Frank Ashton
- 1988 A Handful of Dust - als Tony Last
- 1987 Maurice - als Maurice Hall
- 1985 A Room with a View - als feestgast
- 1985 Dutch Girls - als Dundine
- 1985 Dreamchild - als Baker
- 1982 Privileged - als Jamie

### Televisieseries
Uitgezonderd eenmalige gastrollen.
- 2025 The Marlow Murder Club - als sir Peter Bailey - 2 afl.
- 2017-2018 Poldark - als Lord Falmouth - 10 afl.
- 2016-2017 Casualty - als Grayling - 6 afl.
- 2015 Legends - als hoofdmeester - 4 afl.
- 2015 Strike Back - als Charles Ridley - 3 afl.
- 2012 Titanic - als Bruce Ismay - 4 afl.
- 2004 Silent Witness - als Matt Gibb - 2 afl.
- 2004 Island at War - als senator James Dorr - 6 afl.
- 2000 Trial and Retribution - als James McCready - 2 afl.
- 1999 The Dark Room - als dr. Alan Protheroe - 2 afl.
- 1997 Original Sin - als Gerard Etienne - 2 afl.
- 1994 Crocodile Shoes - als Ade Lynn - 5 afl.
- 1993 Lady Chatterley - als sir Clifford Chatterley - 4 afl.
- 1993 You, Me and It - als Charles Henderson - 3 afl.
- 1989 Mother Love - als Kit Vesey - 4 afl.
- 1989 A Tale of Two Cities - als Sydney Carton - 2 afl.

- Biblioteca Nacional de España: XX1491370
- Bibliothèque nationale de France: cb14239086d (data)
- Gemeinsame Normdatei: 142455687
- International Standard Name Identifier: 0000 0001 0779 3742
- Library of Congress Control Number: no97002952
- MusicBrainz: 241da4ea-a9fb-4720-8464-a9f6b7c067af
- Nationale Bibliotheek van Tsjechië: pna2005261794
- Nationale Bibliotheek van Israël: 987007337751605171
- Nederlandse Thesaurus van Auteursnamen: 074427997
- Système universitaire de documentation: 102058601
- Virtual International Authority File: 32209751